# Sperrbildschirm

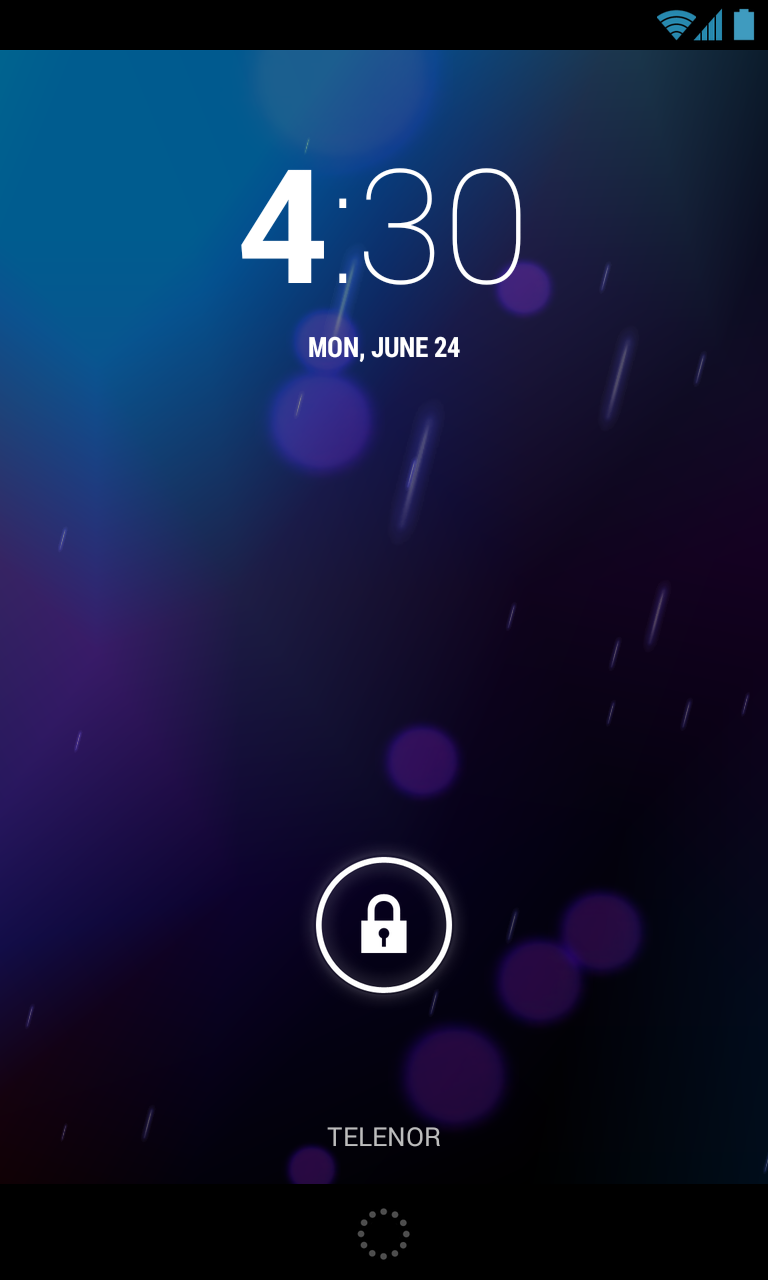
Sperrbildschirm des Betriebssystems Android 4.3. Das Gerät wird durch das Ziehen des Vorhängeschlosses entsperrt.

Ein Sperrbildschirm (englisch lock screen) ist ein Benutzeroberflächenelement, das von vielen Betriebssystemen verwendet wird.
Es reguliert den direkten Zugriff auf ein Gerät, indem es vom Benutzer verlangt, eine gewisse Aktion durchzuführen wie zum Beispiel das Eintippen eines Passworts, das Eingeben einer bestimmten Tastenkombination oder das Benutzen der bei mobilen Geräten beliebten Gestenerkennung mittels Touchscreen. Wo die meisten Sperrfunktionen bei normalen Desktop-Computern nur einen Loginscreen benutzen, bieten die Sperrbildschirme auf Mobilgeräten oft eine größere Funktionalität jenseits des reinen Entsperrens eines Smartphones oder Tablets wie zum Beispiel E-Mail-, SMS- oder Text-Benachrichtigungen, Datum- und Zeitangabe oder Shortcuts bestimmter Applikationen.
Der Sperrbildschirm ist nicht zu verwechseln mit der Status- oder Benachrichtigungsleiste, die bei Aufklappen ähnliche Übersichtsfunktionen bietet, aber unaufgeklappt als Teil des Sperrbildschirms am oberen Rand zu sehen ist.